# جيانفرانكو إسبينوزا
جيانفرانكو إسبينوزا (بالإسبانية: Gianfranco Espinoza)‏ هو لاعب كرة قدم ومدرب كرة قدم بيروفي، ولد في 26 أغسطس 1986 في هانوكو في بيرو. شارك مع منتخب بيرو لكرة القدم. أما مع النوادي، فقد لعب مع سبورت بويز.

## وصلات خارجية
- جيانفرانكو إسبينوزا على موقع قاعدة بيانات كرة القدم.إي يو (الإنجليزية)
- جيانفرانكو إسبينوزا على موقع ناشيونال فوتبول تيمز (الإنجليزية)
- جيانفرانكو إسبينوزا على موقع Soccerway.com (الإنجليزية)